# Live at the London Forum: The Omega Tour
Live at the London Forum: The Omega Tour es un álbum en vivo de la banda británica de rock progresivo Asia y fue publicado por Concert Live en 2011.
Este álbum de dos discos compactos fue grabado durante un concierto que se realizó en el London Forum en Londres, Inglaterra como parte de la gira promocional de su álbum de estudio Omega en 2010.
Como datos curiosos, en este disco la canción «Only Time Will Tell» fue enlistada bajo el nombre de «Only Time», mientras que «Don't Cry» y «The Smile Has Left Your Eyes», así como «Go» y «Heat of the Moment» fueron nombradas como una sola canción, quedando como resultado «Don't Cry and Smile» y «Go/Heat» respectivamente.

## Lista de canciones

### Disco uno
| Side one |                       |                            |          |  |
| N.º      | Título                | Escritor(es)               | Duración |  |
| 1.       | «I Believe»           | John Wetton / Geoff Downes |          |  |
| 2.       | «Only Time»           | Wetton / Downes            |          |  |
| 3.       | «Holy War»            | Wetton / Downes            |          |  |
| 4.       | «Never Again»         | Wetton / Downes            |          |  |
| 5.       | «Through My Veins»    | Wetton / Steve Howe        |          |  |
| 6.       | «Steve Howe's Solo»   | Steve Howe                 |          |  |
| 7.       | «Don't Cry and Smile» | Wetton / Downes            |          |  |
| 8.       | «Open Your Eyes»      | Wetton / Downes            |          |  |

### Disco dos
| Side one |                         |                                      |          |  |
| N.º      | Título                  | Escritor(es)                         | Duración |  |
| 1.       | «Finger on the Trigger» | Wetton / Downes                      |          |  |
| 2.       | «Time Again»            | Wetton / Downes / Carl Palmer / Howe |          |  |
| 3.       | «Extraordinary Man»     | Wetton / Downes                      |          |  |
| 4.       | «End of the World»      | Wetton / Downes                      |          |  |
| 5.       | «Heat Goes On»          | Wetton / Downes                      |          |  |
| 6.       | «Sole Survivor»         | Wetton / Downes                      |          |  |
| 7.       | «Go/Heat»               | Wetton / Downes                      |          |  |

## Formación
- John Wetton — voz principal, bajo y guitarra
- Geoff Downes — teclados y coros
- Carl Palmer — batería y percusiones
- Steve Howe — guitarra acústica, guitarra eléctrica y coros